# Scottish League Challenge Cup
De Scottish Professional Football League Challenge Cup, beter bekend als Scottish League Challenge Cup of Scottish Challenge Cup en tegenwoordig onder de sponsornaam Irn Bru Cup, is een Schots voetbaltoernooi dat in 1990 werd opgestart om het 100-jarig bestaan van de Scottish Football League te vieren. Het toernooi staat open voor alle League teams die niet in de Scottish Premier League spelen, dus alle 2de, 3de en 4de klassers. Vanaf 2014 werd het toernooi langzaam uitgebreid met deelnemers uit (lagere) reeksen uit Wales, Noord-Ierland, Engeland en Ierland.

## Finales
De winnaar staat steeds als eerste aangegeven 
- 1990 - 1991: Dundee 3-2 (na verlenging) Ayr United
- 1991 - 1992: Hamilton Academical 1-0 Ayr United
- 1992 - 1993: Hamilton Academical 3-2 Morton
- 1993 - 1994: Falkirk 3-0 St. Mirren
- 1994 - 1995: Airdrieonians 3-2 (na verlenging) Dundee
- 1995 - 1996: Stenhousemuir 0-0 (5-4 voor Stenhousemuir na strafschoppen) Dundee United
- 1996 - 1997: Stranraer 1-0 St. Johnstone
- 1997 - 1998: Falkirk 1-0 Queen of the South
- 1998 - 1999: Geen competitie door te weinig sponsoring
- 1999 - 2000: Alloa Athletic 4-4 (na 90 minuten 3-3, 5-4 voor Alloa na strafschoppen) Inverness Caledonian Thistle
- 2000 - 2001: Airdrieonians 2-2 (4-3 voor Airdrieonians na strafschoppen) Livingston
- 2001 - 2002: Airdrieonians 2-1 Alloa Athletic
- 2002 - 2003: Queen of the South 2-0 Brechin City
- 2003 - 2004: Inverness Caledonian Thistle 2-0 Airdrie United
- 2004 - 2005: Falkirk 2-1 Ross County
- 2005 - 2006: St. Mirren 2-1 Hamilton Academical
- 2006 - 2007: Ross County 1-1 (5-4 voor Ross County na strafschoppen) Clyde
- 2007 - 2008: St. Johnstone 3-2 Dunfermline Athletic
- 2008 - 2009: Airdrie United 2-2 (3-2 voor Airdrie na strafschoppen) Ross County
- 2009 - 2010: Dundee FC 3-2 Inverness Caledonian Thistle FC
- 2010 - 2011: Ross County 2-0 Queen of the South
- 2011 - 2012: Falkirk 1-0 Hamilton Academical
- 2012 - 2013: Queen of the South 1-1 (6-5 voor Queen of the South na strafschoppen) Partick Thistle FC
- 2013 - 2014: Raith Rovers 1-0 (na verlenging) Rangers
- 2014 - 2015: Livingston 4-0 Alloa Athletic
- 2015 - 2016: Rangers  4-0 Peterhead
- 2016 - 2017: Dundee United 2-1 St Mirren
- 2017 - 2018: Inverness Caledonian Thistle 1-0 Hamilton Academical
- 2018 - 2019: Ross County 3-1  Connah's Quay Nomads